# Aloe hazeliana
Aloe hazeliana é uma espécie de liliopsida do gênero Aloe, pertencente à família Asphodelaceae.